# 呼倫県
呼倫県（こりん-けん）は中華民国黒竜江省にかつて存在した県。

## 地理
雅魯県は黒竜江省北西部、フルンボイル平原中央部に位置した。現在のフルンボイル市に相当する。

## 歴史
県名は「呼倫貝爾」の略称である。フルン湖（呼倫湖）とボイル湖（貝爾湖）付近に位置したことによる。
清初は黒竜江将軍呼倫貝爾総管、清末の1880年（光緒6年）に呼倫貝爾副都統の管轄とされた。1908年（光緒34年）8月5日に呼倫貝爾城（現在のハイラル区）に呼倫兵道及び呼倫直隷庁が新設されている。
辛亥革命に伴い中央政府に混乱が発生すると1912年（民国元年）1月、帝政ロシアの援助を受けたモンゴル人が中華民国からの離脱を宣言、呼倫直隷庁は廃止とされた。1915年（民国4年）11月に、中露間で条約が締結され呼倫貝爾の独立は取り消され、呼倫貝爾特別区とされた。
行政権を回復した中華民国は黒竜江の管轄と定め、1920年（民国9年）2月には特別区を廃止、呼倫直隷庁の管轄区域に呼倫県を設置した。1929年（民国18年）2月、道制廃止に伴い呼倫市設置の準備が進められると、呼倫県には市政籌備処が設置され一等県とされた。
1932年（大同元年）、満州国が成立すると呼倫市政籌備処は廃止、呼倫県は興安北分省の管轄とされた。翌年1月には布特哈旗に編入され呼倫県は消滅した。
| 前の行政区画 呼倫直隷庁 | 黒竜江省の歴史的地名 1925年 - 1933年 | 次の行政区画 布特哈旗 |